# Mezőcsát
Mezőcsát [mezéčát] (ukrajinsky Мезйочат, Mezjočat, srbsky Мезечат, Mezečat) je město v severovýchodním Maďarsku v župě Borsod-Abaúj-Zemplén. Nachází se asi 26 km jižně od Miškovce a je správním městem stejnojmenného okresu. V roce 2018 zde žilo 5 661 obyvatel, přičemž je dle údajů z roku 2001 byli všichni maďarské národnosti.
Město leží blízko řeky Tiszy. Nejbližšími městy jsou Emőd, Mezőkeresztes, Nyékládháza, Poroszló, Tiszacsege a Tiszaújváros. Blízko jsou též obce Ároktő, Gelej, Hejőkürt, Hejőpapi, Hejőszalonta, Igrici, Tiszakeszi a Tiszatarján.